# Thornapple (Wisconsin)
Thornapple es un pueblo ubicado en el condado de Rusk en el estado estadounidense de Wisconsin. En el Censo de 2010 tenía una población de 774 habitantes y una densidad poblacional de 5,68 personas por km².

## Geografía
Thornapple se encuentra ubicado en las coordenadas 45°26′18″N 91°12′48″O / 45.43833, -91.21333. Según la Oficina del Censo de los Estados Unidos, Thornapple tiene una superficie total de 136.17 km², de la cual 132.99 km² corresponden a tierra firme y (2.33%) 3.18 km² es agua.

## Demografía
Según el censo de 2010, había 774 personas residiendo en Thornapple. La densidad de población era de 5,68 hab./km². De los 774 habitantes, Thornapple estaba compuesto por el 97.67% blancos, el 0.13% eran afroamericanos, el 0.9% eran amerindios, el 0.26% eran asiáticos, el 0% eran isleños del Pacífico, el 0% eran de otras razas y el 1.03% pertenecían a dos o más razas. Del total de la población el 0.52% eran hispanos o latinos de cualquier raza.